# 베네수엘라나무타기쥐
베네수엘라나무타기쥐(Rhipidomys venezuelae)는 비단털쥐과에 속하는 수상성 설치류이다. 콜롬비아와 베네수엘라에서 발견된다.